# 康默斯 (喬治亞州)
康默斯（英語：Commerce）是一個位於美國喬治亞州傑克遜縣的城市。

## 地理
康默斯的座標為34°12′23″N 83°27′40″W / 34.20639°N 83.46111°W，而該地的平均海拔高度為278米（即912英尺）。

## 人口
根據2010年美國人口普查的數據，康默斯的面積為30.57平方千米，當中陸地面積為30.34平方千米，而水域面積為0.23平方千米。當地共有人口6544人，而人口密度為每平方千米214.07人。